# Larus genei

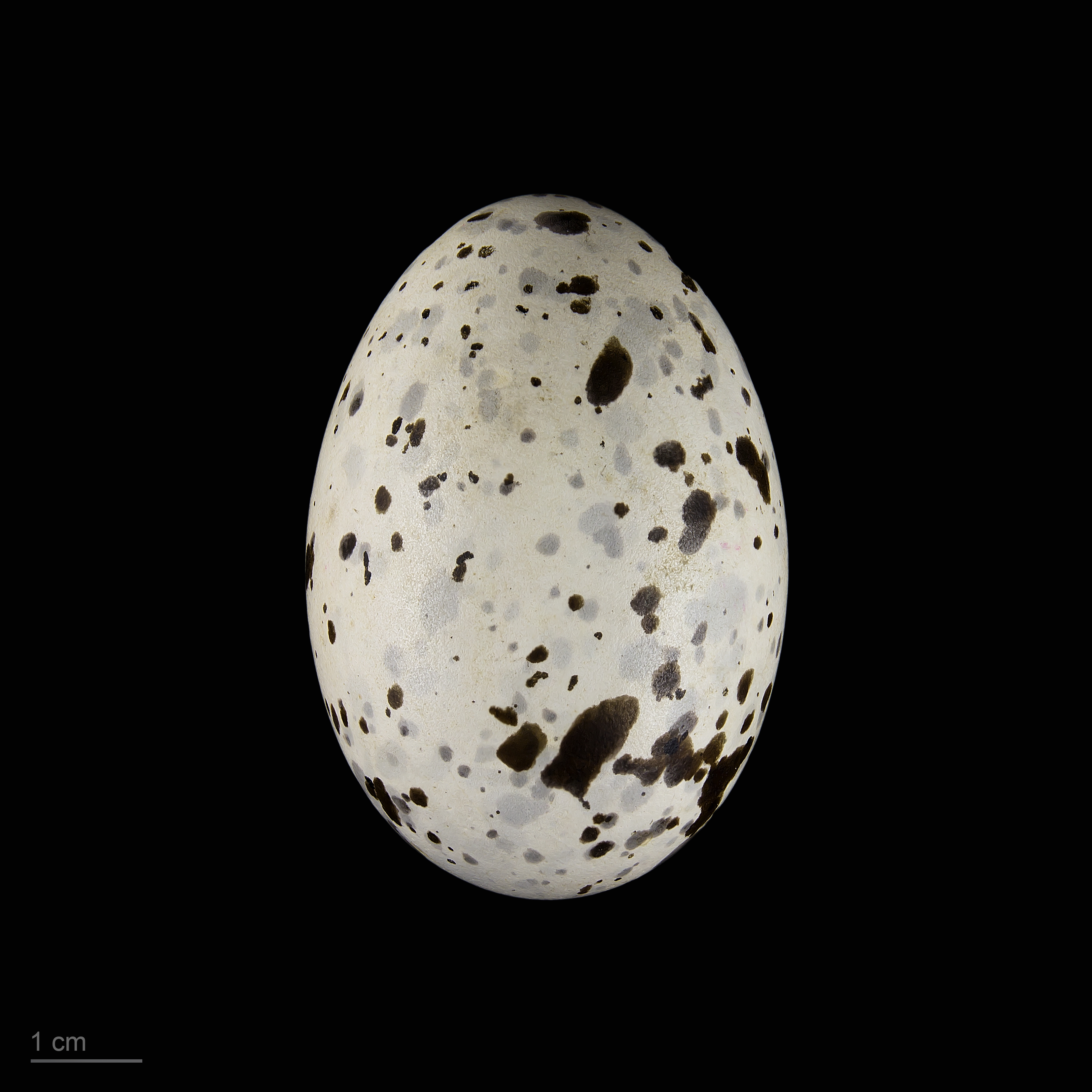
Chroicocephalus genei - MHNT

La gaviota picofina (Chroicocephalus genei) o gaviota de pico fino es una especie de gaviota de tamaño medio que habita principalmente alrededor del Mediterráneo, el mar Negro y el Índico occidental. Su nombre científico se debe al naturalista italiano Giuseppe Gené.

## Descripción
Esta especie mide 37-40 cm y tiene una envergadura alar de 90-102 cm. Es ligeramente mayor que la gaviota reidora, a la que se parece, aunque no presenta el capirote negro en verano. Su cabeza es pequeña y tiene un pico largo y fino de color rojo oscuro; y su cuello es alargado. Sus patas son de color rojo oscuro, y su iris es amarillo. En verano su pecho adquiere un tono rosáceo. Esta ave tarda dos años en alcanzar la madurez sexual, como es habitual entre las gaviotas. Los juveniles del primer año tienen una banda negra en el extremo de la cola, y áreas oscuras en las alas.

## Comportamiento
La gaviota picofina cría muy localmente alrededor del Mediterráneo y el norte del océano Índico occidental (ej. Pakistán) en islas y lagunas costeras. La mayoría de la población es un tanto migratoria, desplazándose en invierno hacia el sur hasta el norte de África y la India, y unas pocas divagan hacia Europa occidental. Se registró un avistamiento de un individuo perdido en Antigua el 24 de abril de 1976 (AOU, 2000). Es una de las especies a las que se aplica el Acuerdo para la Conservación de aves acuáticas migratorias africanas-eurasiáticas (AEWA).
La gaviota picofina anida en colonias, construyendo sus nidos sobre el suelo, en el que pone tres huevos. Como la mayoría de las gaviotas es gregaria en invierno, tanto cuando se alimenta como cuando en los posaderos nocturnos. No es una especie pelágica, y es raro verlas en el mar lejos de la costa.